# Franchy Cordero
Pour les articles homonymes, voir Cordero.
Franchy Cordero Vargas (né le 2 septembre 1994 à Azua, République dominicaine) est un joueur de champ extérieur des Red Sox de Boston de la Ligue majeure de baseball.

## Carrière
Franchy Cordero signe son premier contrat professionnel en novembre 2011 avec les Padres de San Diego. Dans les ligues mineures, où il débute professionnellement en 2012, il joue à l'origine au poste d'arrêt-court, mais l'imprécision de ses relais force un repositionnement au champ extérieur, où il s'avère bien meilleur défensivement.
Cordero fait ses débuts dans le baseball majeur avec San Diego le 27 mai 2017.